# シェパード・アベニュー駅
シェパード・アベニュー駅（Shepherd Avenue）はブルックリン区イースト・ニューヨークのシェパード・アベニューとピトキン・アベニュー交差点に位置するニューヨーク市地下鉄INDフルトン・ストリート線の駅である。A系統が深夜のみ、C系統が深夜を除く終日停車する。

## 駅構造
| G          | 地上階                     | 出入口 |
| M          | 改札階                     | 改札口、駅員詰所、メトロカード自動券売機                                                                                          |
| P ホーム階 | 相対式ホーム、右側扉が開く | 相対式ホーム、右側扉が開く |
| P ホーム階 | 北行緩行線                 | ← 深夜帯：207丁目駅行き（ヴァン・シックレン・アベニュー駅） ← 168丁目駅行き（ヴァン・シックレン・アベニュー駅）                   |
| P ホーム階 | 北行急行線                 | ← 深夜帯以外：通過 |
| P ホーム階 | 南行急行線                 | → 深夜帯以外：通過 → |
| P ホーム階 | 南行緩行線                 | → 深夜帯：ファー・ロッカウェイ駅行き（ユークリッド・アベニュー駅）→ ユークリッド・アベニュー駅行き（ユークリッド・アベニュー駅）→ |
| P ホーム階 | 相対式ホーム、右側扉が開く | |

駅は相対式ホーム2面4線の地下駅で、壁面のタイルは水色となっている。
駅は第二次世界大戦の影響で開業が遅延し、最終的には1948年11月28日に開業した。

### 出口
改札はホーム上にある。地上への階段は4か所あり、シェパード・アベニューとピトキン・アベニュー交差点の4つ角に出ることができる。